# Chira guianensis
Chira guianensis là một loài nhện trong họ Salticidae.
Loài này thuộc chi Chira. Chira guianensis được Władysław Taczanowski miêu tả năm 1871.